# Туркменская Советская Социалистическая Республика
Туркме́нская Сове́тская Социалисти́ческая Респу́блика (туркм. Түркменистан Совет Социалистик Республикасы, также Туркменистан) — одна из союзных республик Советского Союза. Согласно советской Конституции 1977 года, являлась суверенным государством в составе СССР с правом свободного выхода из него. Государственным языком, кроме русского, был туркменский.
Была создана в октябре 1924 года, как Туркменская Социалистическая Советская Республика из Туркменской области Туркестанской АССР и небольших частей территорий бывших Бухарской НСР (Туркменская АО) и Хорезмской ССР (Туркменская АО) в ходе национально-территориального размежевания в Средней Азии. Постановлением 3-го съезда Советов СССР от 13 марта 1925 года на Туркменскую ССР распространено действие Договора об образовании Союза ССР.
С 5 декабря 1936 года — Туркме́нская Сове́тская Социалисти́ческая Респу́блика, в настоящее время суверенное независимое государство — Туркменистан.
В октябре 1926 года художник Андрей Карелин выполнил эскиз герба республики, который лёг в основу утверждённого образца.

## Руководство Туркменской Советской Социалистической Республики
Высшее руководство с момента её образования и до провозглашения независимости осуществляла Коммунистическая партия Туркмении в составе КПСС. Высшим органом Компартии был Центральный Комитет (ЦК) и Первый секретарь ЦК КП Туркмении был фактическим руководителем республики:

### Первые секретари ЦК КП Туркмении
- Межлаук, Иван Иванович (1924—1926)
- Ибрагимов, Шаймардан Нуриманович (июнь 1926 — апрель 1928)
- Паскуцкий, Николай Антонович (апрель-май 1928)
- Аронштам, Григорий Наумович (11 мая 1928 — август 1930)
- Попок, Яков Абрамович (август 1930 — 15 апреля 1937)
- Чубин, Яков Абрамович (17 апреля 1937 — ноябрь 1939)
- Фонин, Михаил Макарович (ноябрь 1939 — март 1947)
- Батыров, Шаджа Батырович (март 1947 — июль 1951)
- Бабаев, Сухан Бабаевич (июль 1951 — 14 декабря 1958)
- Караев, Джума Дурды (14 декабря 1958 — 4 мая 1960)
- Овезов, Балыш Овезович (13 июня 1960 — 24 декабря 1969)
- Гапуров, Мухамедназар Гапурович (24 декабря 1969 — 21 декабря 1985)
- Ниязов, Сапармурат Атаевич (21 декабря 1985 — 16 декабря 1991)

Во время перестройки с целью плавного перехода руководства от партийных структур к парламентским первый секретарь ЦК Компартии Сапармурат Ниязов был избран Председателем Верховного Совета Туркменской ССР, а затем — на вновь созданный пост Президента Туркменской ССР. Таким образом, он был руководителем Туркменской ССР:
- 21 декабря 1985 — 18 января 1990 как первый секретарь ЦК Компартии Туркмении;
- 18 января 1990 — 27 октября 1990 как Первый секретарь ЦК Компартии Туркмении — Председатель Верховного Совета Туркменской ССР;
- 27 октября 1990 — 16 декабря 1991 как Первый секретарь ЦК Компартии Туркмении — Президент Туркменской ССР.

Высшим законодательным органом Туркменской ССР был однопалатный Верховный Совет, депутаты которого, после обязательного одобрения руководством Компартии Туркмении, избирались на безальтернативной основе на 4 года (с 1979 года — на 5 лет). Верховный Совет не был постоянно действующим органом, его депутаты собирались на сессии продолжительностью в несколько дней 2—3 раза в год. Для ведения повседневной административной работы Верховный Совет избирал постоянно действующий Президиум, номинально выполнявший функции коллективного главы республики.

### Председатели Президиума Верховного Совета Туркменской Советской Социалистической Республики
- Бабаев, Хивали Бабаевич (26 июля 1938 — январь 1942)
- Бердыев, Аллаберды (27 января 1942 — 6 марта 1948)
- Сарыев, Акмамед (6 марта 1948 — 30 марта 1959)
- Байрамов, Нурберды (30 марта 1959 — 26 марта 1963)
- Клычев, Аннамухаммед (26 марта 1963 — 15 декабря 1978)
- Язкулиев, Баллы (15 декабря 1978 — 13 августа 1988)
- Базарова, Роза Атамурадовна (13 августа 1988 — 18 января 1990)

### Председатели Верховного Совета Туркменской Советской Социалистической Республики в 1990—1991 гг.
До января 1990 года Председатель Верховного Совета исполнял исключительно обязанности ведущего руководителя на заседаниях. 18 января 1990 года Президиум Верховного Совета Туркменской Советской Социалистической Республики был расформирован, и его функции были переданы Председателю Верховного совета, что сделало его высшим должностным лицом республики. Однако 27 октября 1990 года был введён пост Президента Туркменской Советской Социалистической Республики, после чего функции Председателя Верховного Совета вновь ограничились обязанностями ведущего руководителя.
- Ниязов, Сапармурад Атаевич (18 января 1990 — 2 ноября 1990)
- Мурадов, Сахат Непесович (18 ноября 1990—1995) (до 2001 как председатель Меджлиса Туркмении)

### Председатели Совета Министров Туркменской ССР
(до 15 марта 1946 года — Председатели Совнаркома Туркменской ССР)
- Атабаев, Кайгисыз Сердарович (февраль 1925 — июль 1937)[6]
- Худайбергенов, Аитбай (ноябрь 1937 — 17 октября 1945)[7]
- Бабаев, Сухан Бабаевич (17 декабря 1945 — 14 июля 1951)
- Овезов, Балыш Овезович (14 июля 1951 — 14 января 1958)
- Караев, Джума Дурды (14 января 1958 — 20 января 1959)
- Овезов, Балыш Овезович (20 января 1959 — 13 июня 1960)
- Анналиев, Абды Анналиевич (13 июня 1960 — 26 марта 1963)
- Гапуров, Мухамедназар Гапурович (26 марта 1963 — 25 декабря 1969)
- Оразмухамедов, Ораз Назарович (25 декабря 1969 — 17 декабря 1975)
- Язкулиев, Баллы (17 декабря 1975 — 15 декабря 1978)
- Каррыев, Чары Союнович (15 декабря 1978 — 28 февраля 1985)
- Ниязов, Сапармурат Атаевич (18 марта 1985 — 4 января 1986)
- Ходжамурадов, Аннамурад (4 января 1986 — 17 ноября 1989)
- Ахмедов, Хан (5 декабря 1989 — 27 октября 1991)

## Административное деление
При образовании республики в её состав вошли: Туркменская область бывшей Туркестанской АССР (Полторацкий, Мервский, Тедженский и Красноводский уезды); Туркменская автономная область бывшей Хорезмской ССР; Чарджуйский и Керкинский округа и Калифский туман Ширабатского вилайета Бухарской ССР.
Первоначально Туркменская Советская Социалистическая Республика делилась на 4 уезда (Красноводский, Мервский, Полторацкий, Тедженский), 5 районных шуро (Ильялинское, Куня-Ургенчское, Порсинское, Тахтинское, Ташаузское), 2 вилайета (Керкинский, Ленинско-Туркменский) и 1 тумен (Келифский).
4 декабря 1924 года Туркмения была разделена на 5 округов:
- Керкинский округ
- Ленинский округ
- Мервский округ
- Полторацкий округ
- Ташаузский округ

В 1926 году Мервский и Полторацкий округа были упразднены. Атрекский, Байрам-Алийский, Бахарденский, Безмеинский, Гинцбургский, Иолотанский, Казанджикский, Кара-Калинский, Красноводский, Мервский, Серахский, Тахта-Базарский и Тедженский районы, ранее входившие в эти округа, перешли в прямое подчинение Туркменской ССР. Через год Ленинский округ был переименован в Чарджуйский. Образованы новые районы республиканского подчинения: Гасан-Кулийский и Геок-Тепинский. Переименованы районы республиканского подчинения: Безмеинский в Полторацкий, Гинцбургский в Каахкинский, Полторацкий в Ашхабадский.
В 1930 году округа были упразднены. Туркменская ССР стала делиться на районы: Атрекский, Байрам-Алийский, Бахарденский, Бурдалыкский, Гасан-Кулийский, Геок-Тепинский, Дарган-Атинский, Дейнаусский, Ильялинский, Иолотанский, Каахкинский, Казанджикский, Карабекаульский, Кара-Калинский, Карлюкский, Керкинский, Кизыл-Аякский, Красноводский, Куня-Ургенчский, Кушкинский, Мервский, Порсинский, Саятский, Серахский, Старо-Чарджуйский, Тахта-Базарский, Тахтинский, Ташаузский, Тедженский, Фарабский, Халачский, Ходжамбасский и Чаршангинский. В 1931 году Старо-Чарджуйский район был переименован в Чарджуйский.
В 1932 году образован Ташаузский округ, куда отошло пять районов (Ильялинский, Куня-Ургенчский, Порсинский, Тахтинский и Ташаузский). В том же году создано два новых района республиканского подчинения: Ербентский и Кырк-Куинский. Через год был образован Керкинский округ, куда вошли Бурдалыкский, Карлюкский, Керкинский, Кизыл-Аякский, Халачский, Ходжамбасский и Чаршангинский районы. Атрекский район переименован в Кизыл-Атрекский.
В 1934 году упразднён Кырк-Куинский район. В 1935 году образованы Кагановический, Кировский и Сталинский районы. В 1936 году образован Ашхабадский район. В 1937 году переименованы районы: Мервский в Марыйский, Чарджуйский в Чарджоуский. Образованы Молотовский и Туркмен-Калинский районы. Упразднён Кушкинский район. В 1938 году образованы Векиль-Базарский, Куйбышевский, Сакарский и Сакар-Чагинский районы. В начале 1939 года образованы Кизыл-Арватский и Небит-Дагский районы.
21 ноября 1939 года в республике было введено областное деление (округа упразднены):
- Ашхабадская область
- Красноводская область
- Марыйская область
- Ташаузская область
- Чарджоуская область

В 1943 году образована Керкинская область. В 1947 году Керкинская и Красноводская области были упразднены. В 1952 году Красноводская область восстановлена (вновь упразднена в 1955 году). В 1959 году упразднена Ашхабадская область. При этом Ашхабадский, Бахарденский, Гасан-Кулийский, Геок-Тепинский, Каахкинский, Казанджикский, Кара-Калинский, Кизыл-Арватский, Кизыл-Атрекский и Красноводский районы перешли в республиканское подчинение.
В 1963 году все области были упразднены, а районы укрупнены. В результате Туркменская ССР стала делиться на следующие районы: Ашхабадский, Байрам-Алийский, Геок-Тепинский, Дейнаусский, Иолотанский, Казанджикский, Калининский, Керкинский, Кизыл-Арватский, Кизыл-Атрекский, Куня-Ургенчский, Ленинский, Марыйский, Мургабский, Саятский, Тахта-Базарский, Тахтинский, Ташаузский, Тедженский, Ходжамбасский и Чарджоуский. В 1964 году были образованы Ильялинский, Каахкинский, Карабекаульский, Сакар-Чагинский, Серахский, Туркмен-Калинский и Чаршангинский районы, а в 1965 — Бахарденский, Гасан-Кулийский, Дарган-Атинский, Кара-Калинский, Красноводский и Фарабский.
В 1970 году были восстановлены Марыйская, Ташаузская и Чарджоуская области. В республиканском подчинении остались Ашхабадский, Бахарденский, Гасан-Кулийский, Геок-Тепинский, Казанджикский, Кара-Калинский, Кизыл-Арватский, Кизыл-Атрекский и Красноводский районы. В 1973 году восстановлены Ашхабадская и Красноводская области, куда вошли все районы республиканского подчинения. Однако в 1988 году Ашхабадская и Красноводская области вновь были упразднены. Ашхабадский, Бахарденский, Геок-Тепинский, Каахкинский, Казанджикский, Кизыл-Арватский, Кизыл-Атрекский, Кировский, Красноводский, Серахский и Тедженский районы перешли в республиканское подчинение. В январе 1991 образована Балканская область. После этого в республиканском подчинении остались Ашхабадский, Бахарденский, Геок-Тепинский, Каахкинский, Кировский, Серахский и Тедженский районы.
27 октября 1991 Туркменская ССР стала независимой Республикой Туркменией, однако юридически выход из состава СССР произошёл только 26 декабря того же года.

## Экономика
Бурное развитие экономики союзной республики произошло в 1960-е — 1970-е годы. Валовый сбор хлопка-сырца в 1960—1980 годах увеличился с 0,36 млн тонн до 1,3 млн тонн, правда затем темпы роста замедлились и в 1990 году собрали только 1,4 млн тонн. Добыча природного газа увеличилась в этот же период с 1,1 млрд кубометров до 63,2 млрд кубометров в год. В 1980-е годы увеличение продолжилось и в 1990 году она составила 87,8 млрд кубометров (10,8 % общесоюзной добычи).

## В филателии

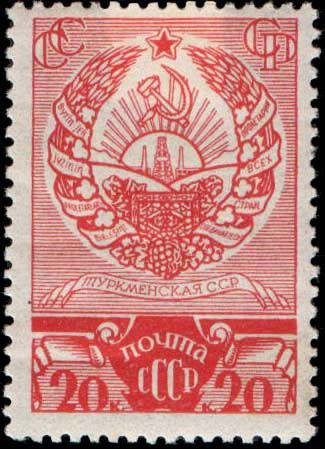
Почтовая марка 1938 год. Герб Туркменской ССР
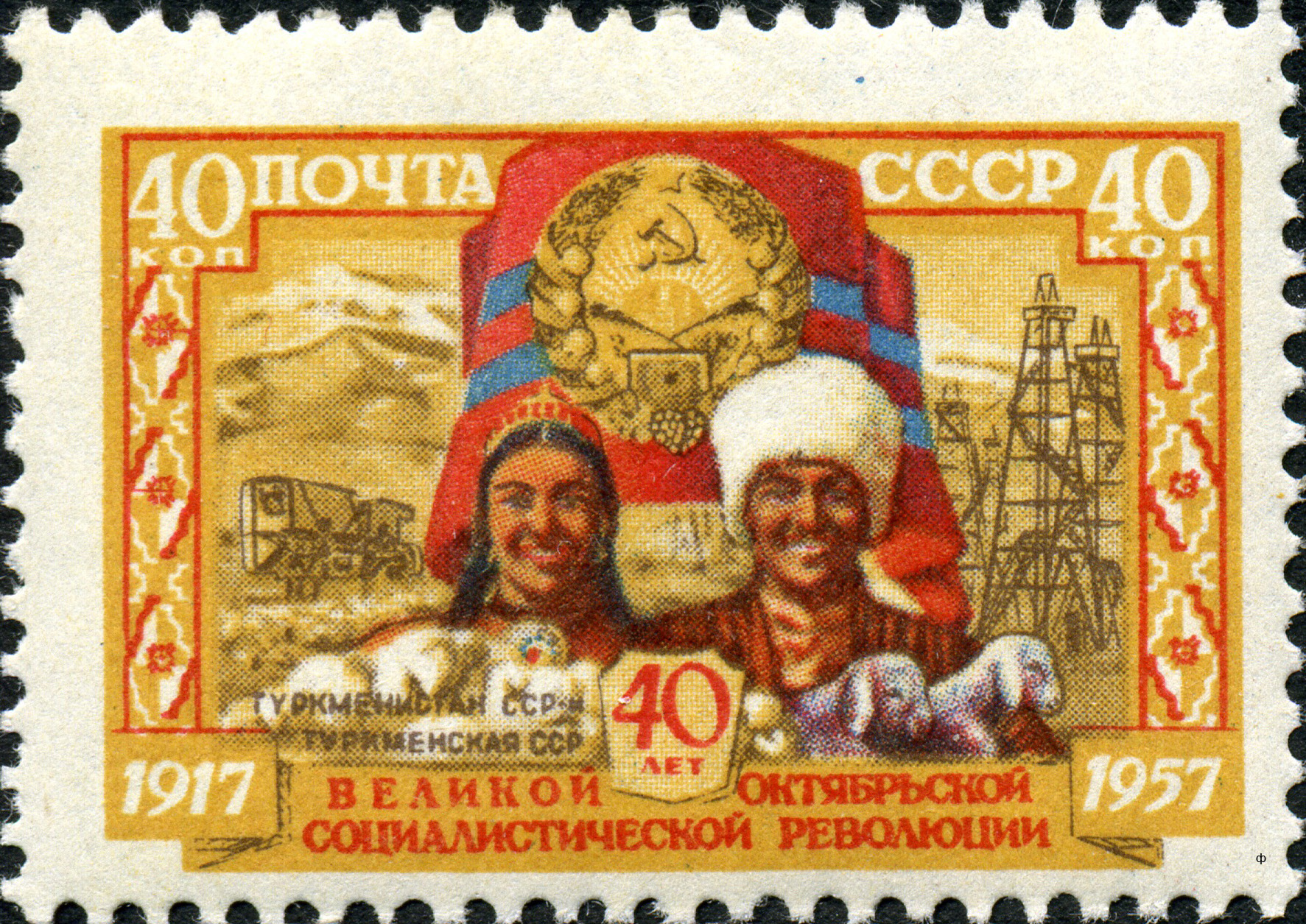
Почтовая марка СССР, 1957 год. 40 лет Октябрьской социалистической революции. Туркменская ССР
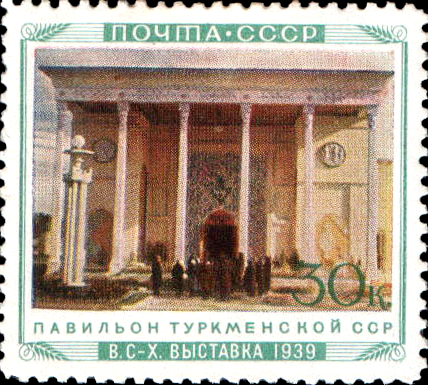
Почтовая марка СССР, 1940 год. Серия «Всесоюзная сельскохозяйственная выставка в Москве»: павильон Туркменской ССР.
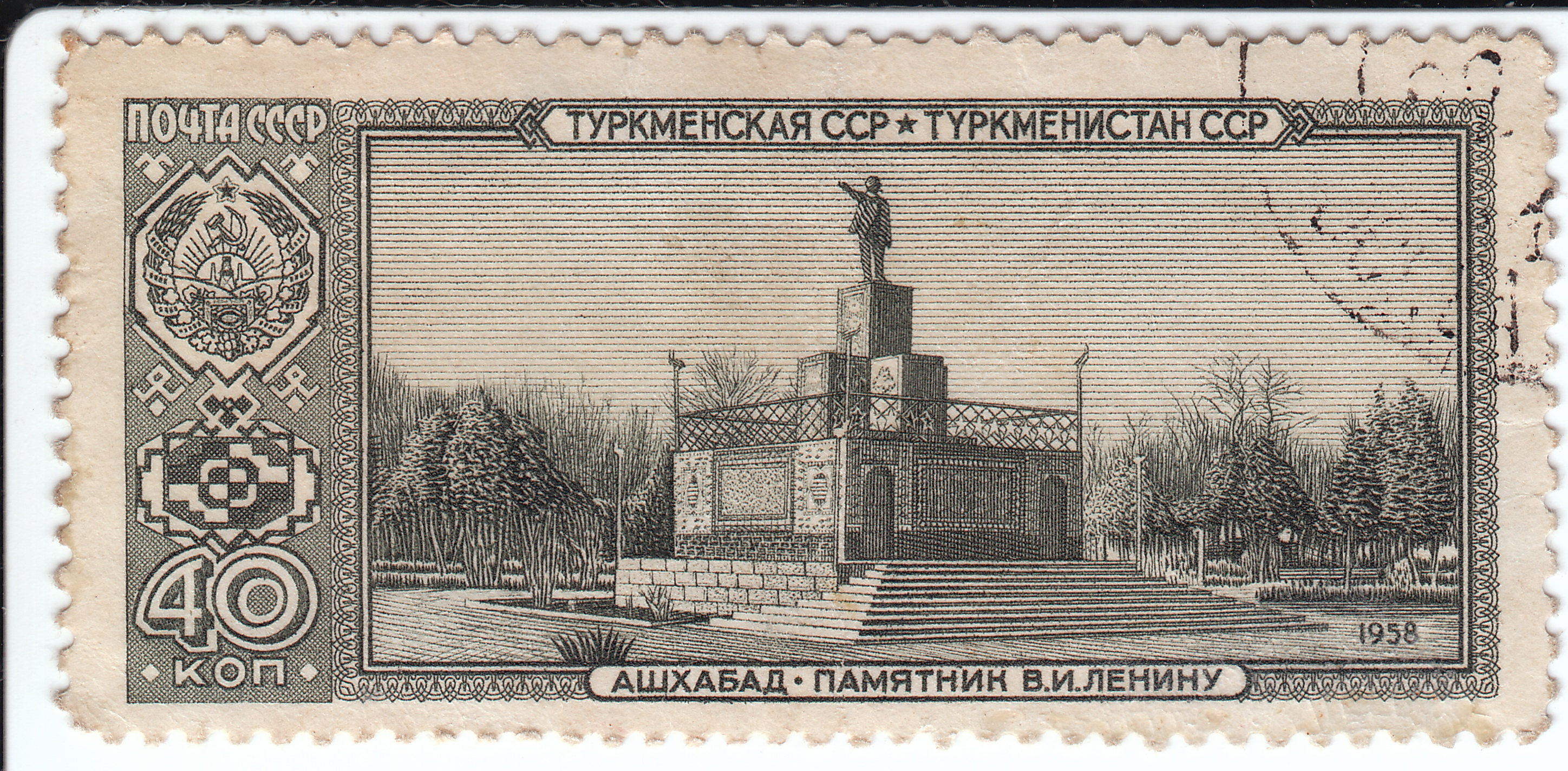
Памятник В. И. Ленину в Ашхабаде. Почтовая марка СССР, 1958 год.
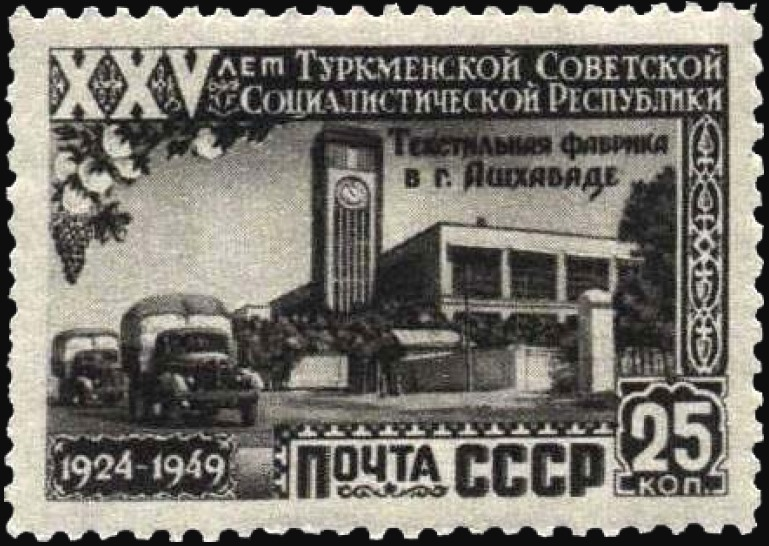
Почтовая марка, 1950 год. Серия: «25 лет Туркменской ССР». Текстильная фабрика в Ашхабаде.
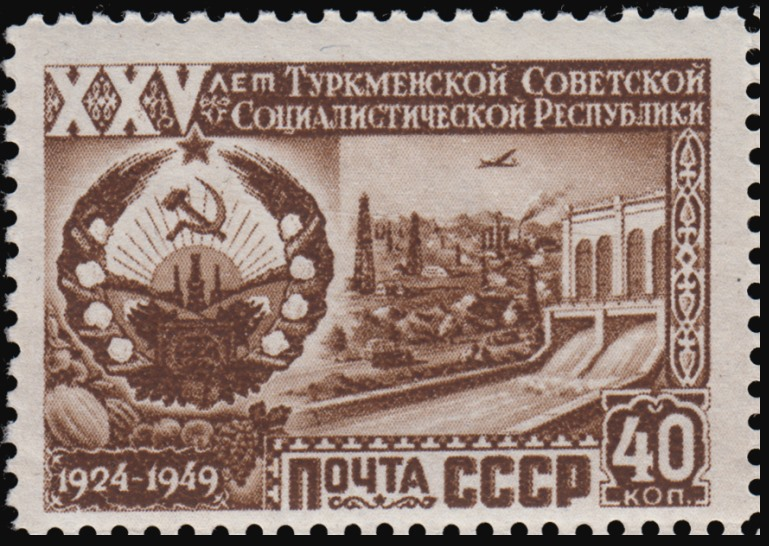
Почтовая марка, 1950 год. Серия: «25 лет Туркменской ССР». Государственный герб Туркменской ССР, плотина, нефтяные вышки
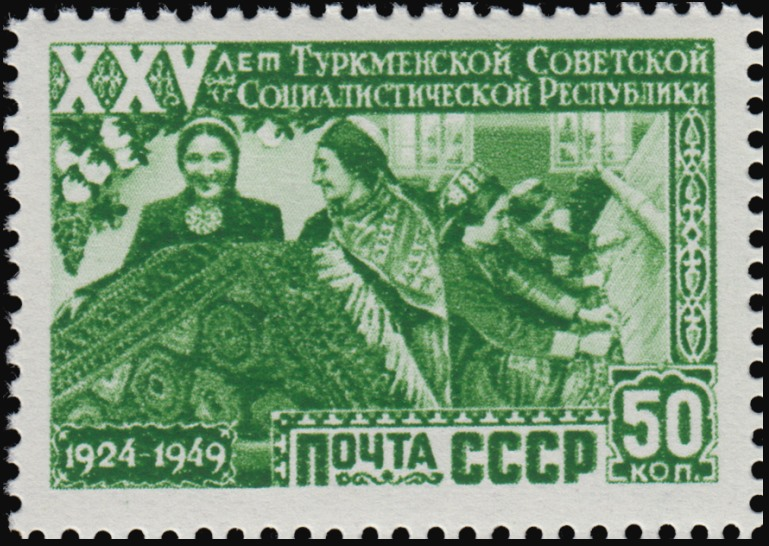
Почтовая марка, 1950 год. Серия: «25 лет Туркменской ССР». Ковровщицы за работой
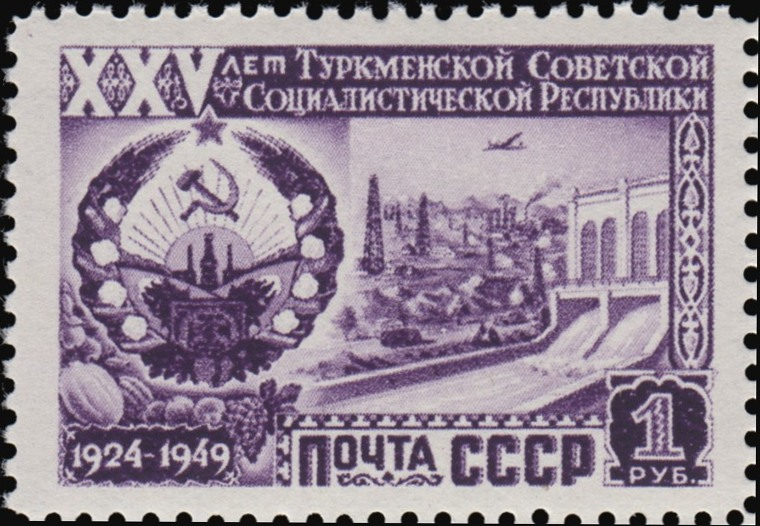
Почтовая марка, 1950 год. Серия: «25 лет Туркменской ССР». Государственный герб Туркменской ССР, плотина, нефтяные вышки
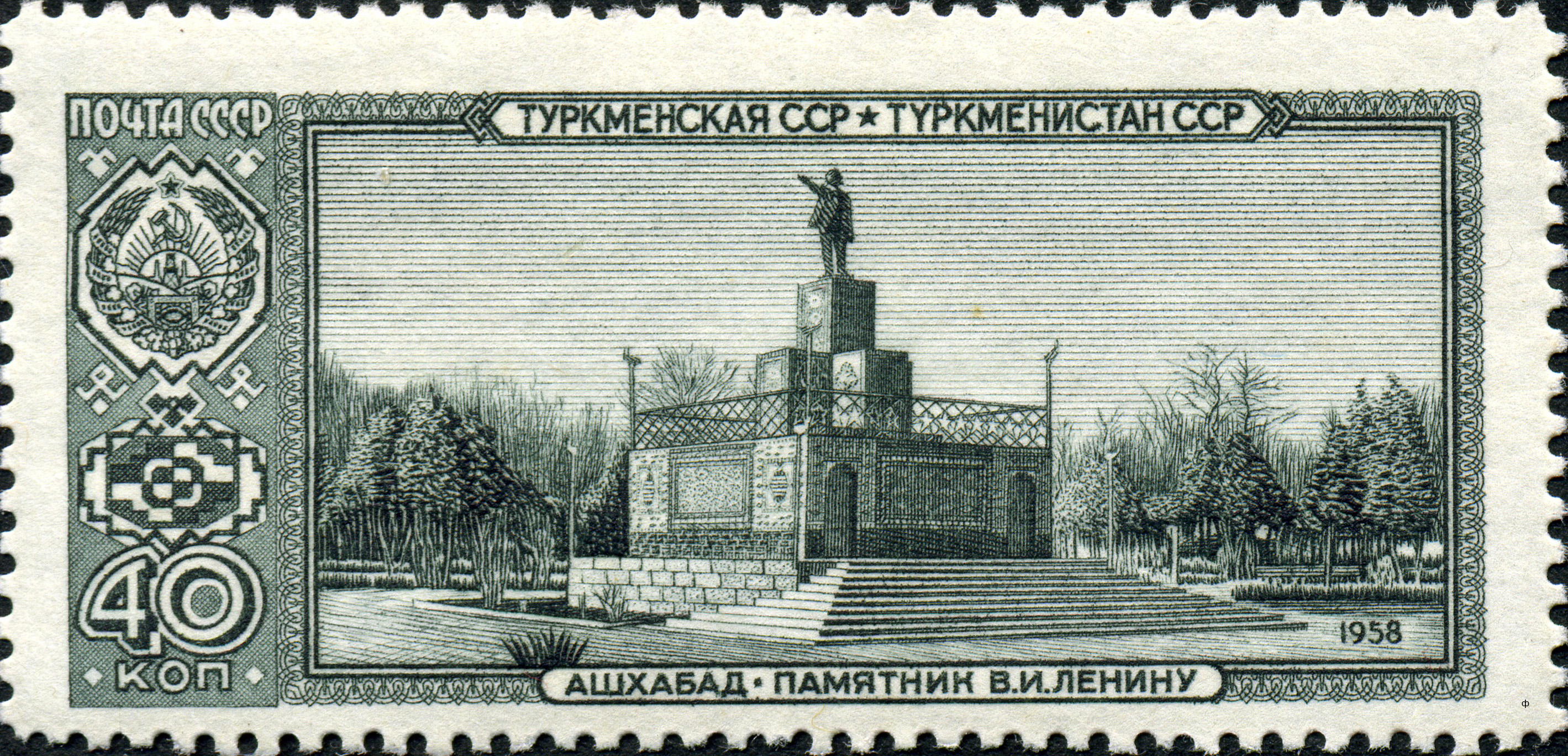
Почтовая марка 1958 год. Туркменская ССР. Ашхабад. Памятник В.И.Ленину
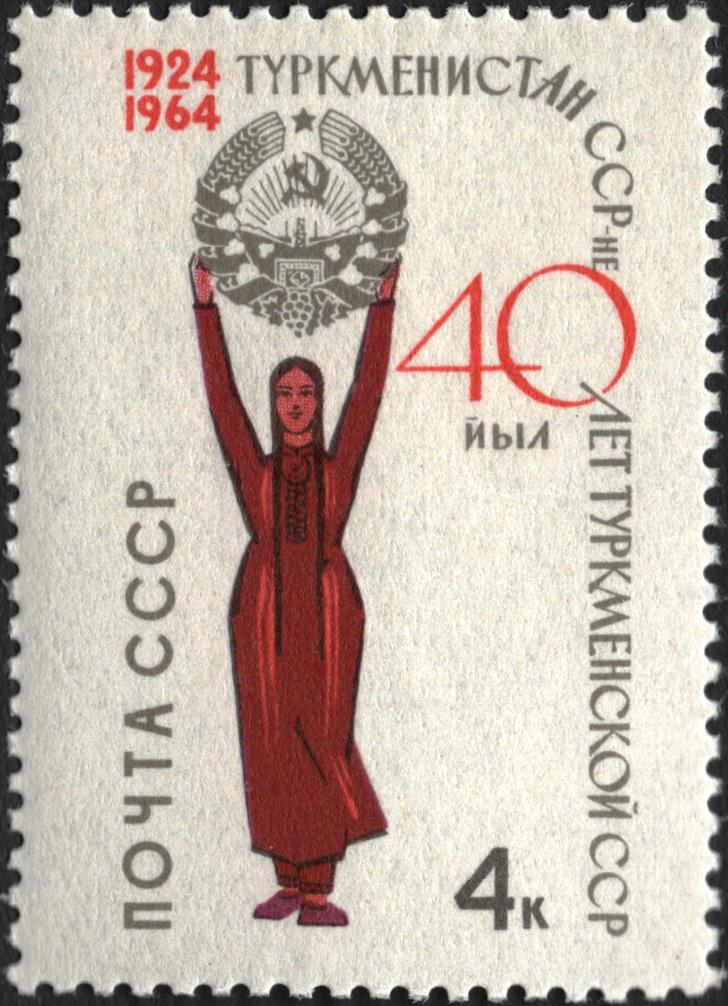
Почтовая марка 1964 год. 40 лет Туркменской Советской Социалистической Республике
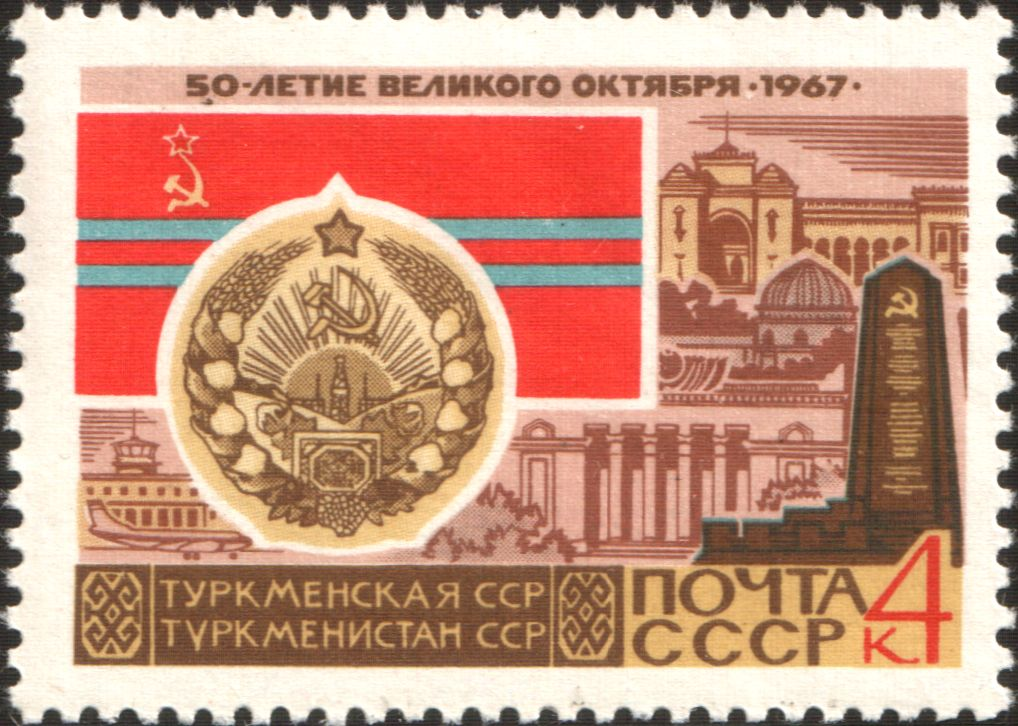
Почтовая марка 1967 год
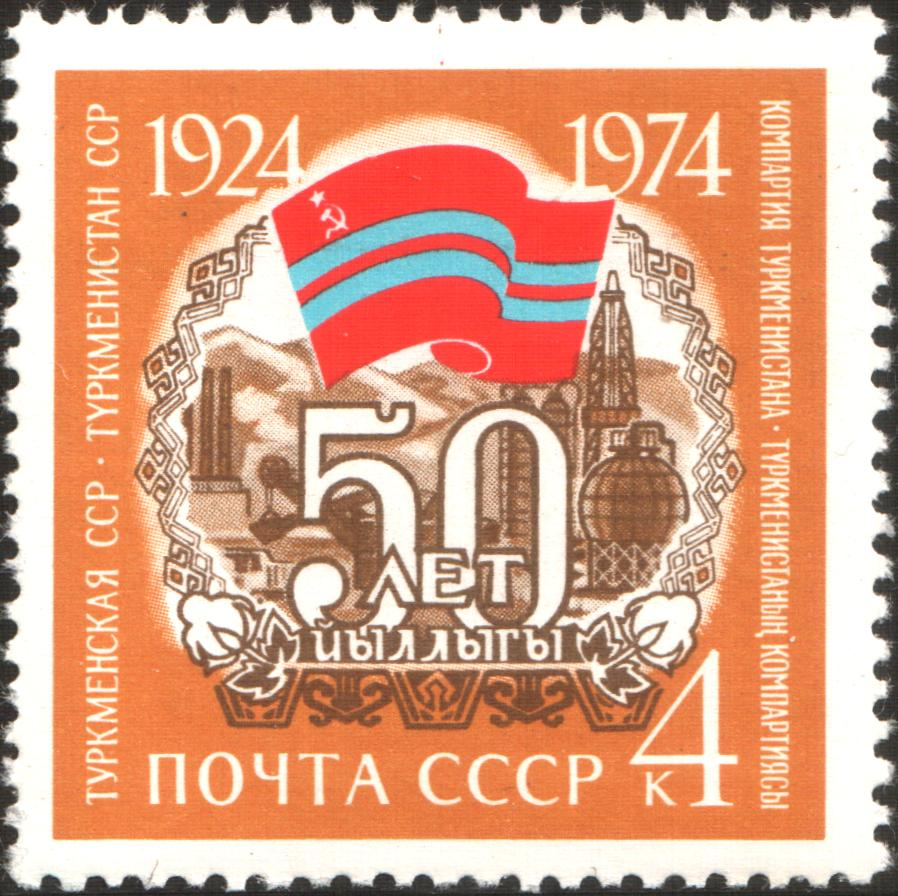
Почтовая марка СССР, 1974 год. 50-летие республики